# Blackout (альбом Брітні Спірс)
«Blackout» — п'ятий студійний альбом американської співачки Брітні Спірс. Випущений 25 жовтня 2007 року лейблом Jive.

## Історія створення

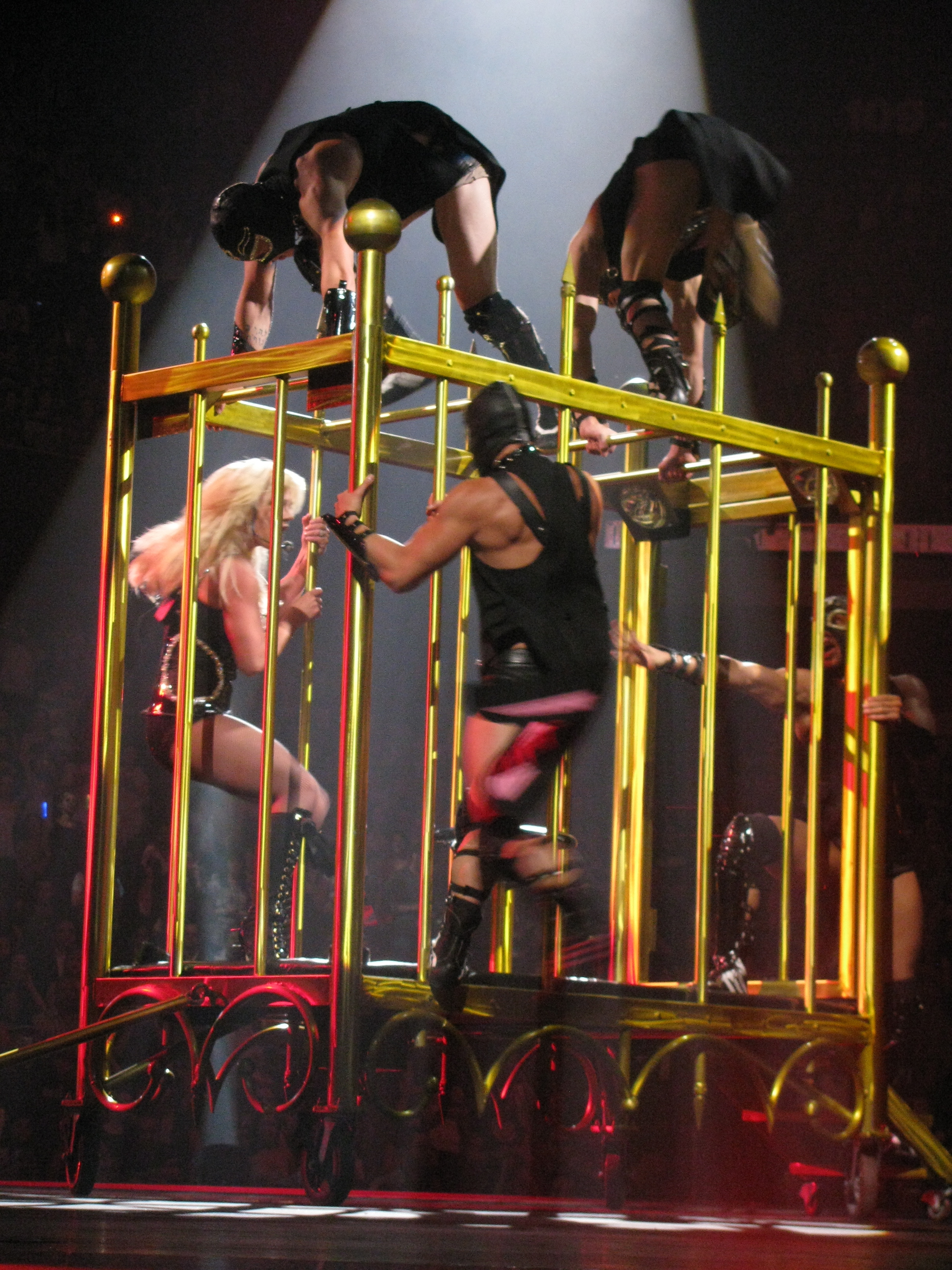
Брітні Спірс виконує пісню «Piece of Me» під час гастрольного туру The Circus Starring Britney Spears 2 травня 2009 року.

У листопаді 2003 року, просуваючи свій четвертий студійний альбом In the Zone, Спірс розповіла журналу Entertainment Weekly, що вже пише пісні для наступного альбому, а також сподівається заснувати власний лейбл звукозапису у 2004 році. Пізніше музикант та продюсер Хенрік Йонбек підтвердив, що писав пісні з нею під час європейського етапу туру Onyx Hotel Tour (2004), «в автобусі та в її готельному номері між концертами». Після одруження з Кевіном Федерлайном у жовтні 2004 року Спірс оголосила в дописі на своєму офіційному вебсайті, що збирається «взяти перерву, щоб насолодития життям». Однак 30 грудня вона несподівано з'явилася на радіостанції Лос-Анджелеса KIIS-FM, щоб представити чорновий варіант нового треку «Mona Lisa». Спірс записала пісню наживо зі своїм гуртом під час туру та присвятила її всім «легендам та іконам». У тексті пісні оплакується падіння Мони Лізи, її називають «незабутньою» та «непередбачуваною», і закликають слухачів «не падати духом». Співачка також розповіла, що хотіла, щоб ця пісня стала головним синглом з її майбутнього альбому під робочою назвою The Original Doll, який вона сподівалася випустити «ймовірно, до літа [2005], або, можливо, трохи раніше». У січні 2005-го Спірс опублікувала ще одного дописа на своєму вебсайті, в якому зазначила:
|  | Гадаю, мені варто перефразувати свої попередні дописи, коли я говорила про «перерву». Я мала на увазі, що я беру перерву від того, що тобі кажуть, що робити... Це круто, коли дивишся на когось і не знаєш, чи він на роботі, чи в розвагах, бо йому все одно. Те, що я робила останнім часом на роботі, було таким цікавим, бо для мене це вже не робота. Я стала ще більше «залученою» до управління та ділової сторони справи, і відчуваю, що контролюю ситуацію краще, ніж будь-коли. |

Представник лейблу Jive Records заявив, що хоча Спірс працює в студії, «наразі релізу альбому не заплановано» і «немає планів випускати пісню «Mona Lisa» на радіо». «Mona Lisa» була випущена на бонусному компакт-диску, що додається до DVD альбому Britney and Kevin: Chaotic (2005), у перезаписаній версії зі зміненим текстом. 14 вересня 2005 року Спірс народила свого першого сина Шона Престона. В інтерв'ю журналу People у лютому 2006 року співачка розповіла, що прагне відновити свою кар'єру, зазначивши, що їй не вистачає «подорожей [...], споглядання різних місць, перебування з танцюристами та веселощів. Це відчуття перебування на сцені, знаючи, що це найкраще – я люблю це. Мені потрібна була перерва. Мені знову потрібно було відчути голод». Коли її запитали про наступний альбом, вона сказала, що експерименту' у своїй домашній студії з музикантами, покращуючи своє звучання та граючи на фортепіано. Спірс хотіла, щоб платівка відображала її луїзіанські коріння, пояснюючи, що виросла, слухаючи блюз. «Коли я була маленькою, я слухала себе [...] Але, коли лейбл звукозапису підписує з тобою контракт, ти просто вдячний, що отримуєш хіт. Ти не можеш по-справжньому продемонструвати свій голос і те, звідки ти родом. Я б хотіла спробувати більше цього звучання. Не те щоб я була схожа на чортовку Тіну Тернер. Але ніколи не знаєш», – заявила виконавиця. Спірс також сказала, що сподівається, що альбом оживить сучасну поп-сцену, додавши: «Вона нудна. Ніщо мене не дивує».
9 травня 2006 року Спірс оголосила, що вагітна другою дитиною. Через кілька днів музичні продюсери Дж. Р. Ротем та Шон Гарретт повідомили MTV News, що вони співпрацюють зі співачкою над новим матеріалом. 12 вересня Спірс народила другого сина Джейдена Джеймса. 7 листопада вона подала на розлучення з Федерлайном, посилаючись на непримиренні розбіжності; розлучення було остаточно оформлено в липні 2007 року, коли Спірс і Федерлайн досягли глобальної угоди та домовилися про спільну опіку над дітьми. Під час розлучення публічна поведінка співачки привернула увагу світових ЗМІ. У січні 2008 року від раку яєчника померла тітка Спірс по материнській лінії Сандра Бріджес Ковінгтон, з якою виконавиця була дуже близька. У лютому Спірс перенесла нервовий зрив і поголила голову, що викликало пильну увагу ЗМІ. Як наслідок, вона двічі окремо проходила курс лікування в лікувальних центрах Promises Treatment Centers у Малібу, Каліфорнія. 20 березня її менеджер Ларрі Рудольф опублікував заяву, в якій стверджував, що співачка «успішно завершила їхню програму». У травні Спірс провела серію промоконцертів у музичних залах House of Blues містами США під назвою The M+M's Tour.

## Списки композицій
| #   | Назва                      | Автор | Продюсер(и)                        | Тривалість |
| --- | -------------------------- | --- | ---------------------------------- | ---------- |
| 1.  | «Gimme More»               | Nate Hills, Кері Хілсон, Marcella Araica, James Washington                                                | Danja                              | 4:11       |
| 2.  | «Piece of Me»              | Pontus Winnberg, Klas Åhlund, Christian Karlsson                                                          | Bloodshy & Avant                   | 3:32       |
| 3.  | «Radar»                    | Winnberg, Åhlund, Karlsson, Henrik Jonback, Ezekiel Lewis, Patrick Smith, Candice Nelson, Balewa Muhammad | Bloodshy & Avant                   | 3:49       |
| 4.  | «Break the Ice»            | Hills, Hilson, Araica, Washington                                                                         | Danja                              | 3:16       |
| 5.  | «Heaven on Earth»          | Michael McGroarty, Nick Huntington, Nicole Morier                                                         | Freescha, Кара ДіоГуарді           | 4:53       |
| 6.  | «Get Naked (I Got a Plan)» | Corte Ellis, Hills, Araica,                                                                               | Danja                              | 4:45       |
| 7.  | «Freakshow»                | Karlsson, Jonback, Winnberg, Lewis, Smith, Spears                                                         | Bloodshy & Avant, The Clutch (co.) | 2:55       |
| 8.  | «Toy Soldier»              | Karlsson, Winnberg, Magnus Wallbert, Sean Garrett                                                         | Bloodshy & Avant, Garrett (co.)    | 3:22       |
| 9.  | «Hot as Ice»               | Faheem Najm, Hills, Araica                                                                                | Danja                              | 3:17       |
| 10. | «Ooh Ooh Baby»             | DioGuardi, Fredwreck Nasser, Eric Coomes, Spears                                                          | Fredwreck, DioGuardi               | 3:28       |
| 11. | «Perfect Lover»            | Hills, Washington, Hilson, Araica                                                                         | Danja                              | 3:03       |
| 12. | «Why Should I Be Sad»      | Pharrell Williams                                                                                         | The Neptunes                       | 3:10       |

| Бонус-трек Target | Бонус-трек Target  | Бонус-трек Target                 | Бонус-трек Target | Бонус-трек Target |
| #                 | Назва              | Автор                             | Продюсер(и)       | Тривалість        |
| ----------------- | ------------------ | --------------------------------- | ----------------- | ----------------- |
| 13.               | «Outta This World» | Hills, Washington, Hilson, Araica | Danja             | 3:44              |

| Японські бонус-треки | Японські бонус-треки                | Японські бонус-треки                                      | Японські бонус-треки | Японські бонус-треки |
| #                    | Назва                               | Автор                                                     | Продюсер(и)          | Тривалість           |
| -------------------- | ----------------------------------- | --------------------------------------------------------- | -------------------- | -------------------- |
| 13.                  | «Outta This World»                  | Hills, Washington, Hilson, Araica                         | Danja                | 3:44                 |
| 14.                  | «Everybody»                         | Britney Spears, Jonathan Rotem, Evan Bogart, Annie Lennox | J. R. Rotem          | 3:17                 |
| 15.                  | «Get Back»                          | Araica, Ellis, Hills, Nigel Talley                        | Danja                | 3:49                 |
| 16.                  | «Gimme More» (Paul Oakenfold Remix) | Hills, Washington, Hilson, Araica                         |                      | 6:06                 |

| Бонус-треки iTunes | Бонус-треки iTunes           | Бонус-треки iTunes                | Бонус-треки iTunes | Бонус-треки iTunes |
| #                  | Назва                        | Автор                             | Продюсер(и)        | Тривалість         |
| ------------------ | ---------------------------- | --------------------------------- | ------------------ | ------------------ |
| 13.                | «Get Back»                   | Araica, Ellis, Hills, Talley      | Danja              | 3:49               |
| 14.                | «Gimme More» (Junkie XL Dub) | Hills, Washington, Hilson, Araica |                    | 4:59               |
| 15.                | «Everybody»                  | Spears, Rotem, Bogart, Lennox     | J. R. Rotem        | 3:17               |
| 16.                | «Gimme More» (Music video)   |                                   |                    | 4:10               |

| Швейцарський та італійський бонус ремікс | Швейцарський та італійський бонус ремікс                  | Швейцарський та італійський бонус ремікс | Швейцарський та італійський бонус ремікс |
| #                                        | Назва                                                     | Автор                                    | Тривалість                               |
| ---------------------------------------- | --------------------------------------------------------- | ---------------------------------------- | ---------------------------------------- |
| 13.                                      | «Gimme More» (StoneBridge Dub) (Non-iTunes digital bonus) | Hills, Washington, Hilson, Araica        | 7:23                                     |